# Człowiek na dachu
Człowiek na dachu (szw. Mannen på taket) – szwedzki thriller z 1976 roku w reżyserii Bo Widerberga. Fabułę filmu oparto na powieści Den vedervärdige mannen från Säffle autorstwa Maj Sjöwall i Pera Wahlöö.
Zdjęcia kręcono w Sztokholmie. W 1977 roku film zdobył nagrodę Złotego Żuka (Guldbagge) dla najlepszego reżysera i najlepszego aktora (Håkan Serner).

## Fabuła
Przebywający w sztokholmskim szpitalu komisarz Stig Nyman zostaje brutalnie zamordowany bagnetem przez nieznanego sprawcę. Prowadzący śledztwo Martin Beck i Einar Rönn ustalają, że policjant, znany w pracy z brutalnego traktowania cywilów, przez lata przysporzył sobie licznych wrogów, o czym świadomi tego koledzy w poczuciu solidarności milczeli. Jednym z podejrzanych okazuje się były policjant Åke Eriksson, którego żona przypadkowo stała się jedną z ofiar bezwzględnego traktowania. Chorą na cukrzycę Marię Eriksson, która z braku insuliny zapadła na ulicy w śpiączkę, uznano za alkoholiczkę, a następnie na polecenie Nymana umieszczono bez pomocy w więziennej celi, gdzie zmarła. Eriksson obwiniający za jej śmierć policję, popadł w depresję i jako nieprzystosowany społecznie pozbawiony został również opieki nad małoletnią córką. 
W trakcie dochodzenia komisarz Beck wpada na trop Erikssona, który uciekając przed pościgiem, z dachu śródmiejskiego budynku rozpoczyna ostrzał przypadkowych policjantów. Kierowana przez inspektora Malma akcja nie daje rezultatów i pociąga dalsze straty, wobec czego Beck podejmuje samodzielną próbę unieszkodliwienia przestępcy. Omal nie ginie w wyniku postrzału i ostatecznie dwaj inni członkowie jego zespołu dokonują ujęcia desperata.

## Obsada
- Carl-Gustaf Lindstedt jako komisarz Martin Beck
- Sven Wollter jako Lennart Kollberg
- Thomas Hellberg jako Gunvald Larsson
- Håkan Serner jako Einar Rönn
- Birgitta Valberg jako żona Nymana
- Carl-Axel Heiknert jako policjant Hult
- Ingvar Hirdwall jako Åke Eriksson
- Bellan Roos jako matka Erikssona
- Gus Dahlström jako ojciec Erikssona
- Torgny Anderberg jako inspektor Malm
- Folke Hjort jako policjant Melander
- Eva Remaeus jako żona Kollberga
- Gunnel Wadner jako żona Becka

## Odbiór
Zarówno widzowie, jak i krytycy przyjęli film bardzo pozytywnie, chwaląc zwłaszcza dialogi. W samej Szwecji obejrzało go ok. 750 000 widzów, dzięki czemu stał się największym sukcesem Szwedzkiego Instytutu Filmowego do czasu filmu Fanny i Aleksander wyprodukowanego w 1982 roku.